# Hesperentomidae
Hesperentomidae (лат.) — семейство бессяжковых членистоногих из отряда Acerentomata.

## Описание
Губные щупики хорошо развиты, с пучком щетинок. Максиллярные железы длинные и расширенные. Первая пара брюшных придатков (I) двухчлениковая, с терминальной везикулой и четырьмя щетинками; вторая и третья пары брюшных придатков (II—III) двучлениковые или одночлениковые. Бороздчатая полоса без отчетливых штрихов. Комб VIII прямоугольный с мелкими зубцами. Squama genitalis самки с заостренными акростилиями. Трахейная система отсутствует, как и у других представителей отряда Acerentomata.

## Состав
Включает 3 рода и 2 подсемейства (Hesperentominae и Huhentominae).
- Hesperentominae Price, 1960
  - Hesperentomon Price, 1960[3][4][5]
  - Ionescuellum Tuxen, 1960[6]
- Huhentominae Yin, 1983
  - Huhentomon Yin, 1977[7]